# Тувинска котловина
Тувинската котловина (на руски: Тувинская котловина) е междупланинско понижение в горното течение на река Енисей, в централната част на Република Тува, в Русия.
Котловината е ограничена от склоновете на планинските хребети на планините Западни Саяни на север, Алтай на запад, Тану-Ола на юг, хребета Академик Обручев и Източнотувинската планинска земя на изток. Дължина от запад на изток около 400 km, ширина от 25 km на запад до 60 – 70 km на изток. Надморската ѝ височина варира от 600 m в централната част до 900 m по периферията. Релефът ѝ е хълмисто-равнинен, изпъстрен с малки и ниски възвишения. От нископланинския масив Адар-Даш Тувинската котловина се дели на две части: западна – Хемчикска и източна – Улуг-Хемска котловина. Основна речна артерия е река Горен Енисей (Улуг-Хем) със своите многобройни притоци Малък Енисей (Ка-Хем, лява съставяща), Голям Енисей (Бий-Хем, дясна съставяща), Елегест, Хемчик (леви притоци) и др. Върху преобладаващите маломощни кафяви почви са развити обширни тревисти степни простраства. Развито животновъдство за добив на месо и вълна и зърнопроизводство (пшеница, ечемик, просо). Основни населени места са градовете Кизил (столица на Република Тува), Шагонар, Чаган и Ак-Довурак. В Улуг-Хемския басейн се разработват находища на каменни въглища.

## Топографска карта
- Топографска карта М-46; М 1:1 000 000[2]